# Georgina Beier
Georgina Beier (* August 1938 in London; † 11. Juli 2021 in Sydney, Australien) war eine britische Malerin, Grafikerin, Bildhauerin und Grafikdesignerin, die mit ihrem Ehemann Ulli Beier bedeutende Pionierarbeit zur Kunstförderung in Nigeria und in Papua-Neuguinea leistete.

## Leben und Werk
Georgina Beier wurde im August 1938 in Sutton, London, als Georgina Betts geboren. Nach einem zweijährigen Kunststudium verließ sie 1959 London und ging nach Nigeria. 1963 zog sie vom Norden Nigerias in den Süden des Landes und leitete dort Kunstkurse, welche unter dem Namen „Oshogbo School“ bekannt wurden. 1967 zogen Georgina und ihr Mann, der deutsche Wissenschaftler Ulli Beier, gemeinsam nach Papua-Neuguinea. Dort lehrte sie den Patienten der Psychiatrie „Laloki“ das Malen. Zudem gründete sie eine Siebdruck-Textilfabrik und lehrte Frauen in den Dörfern für den eigenen Lebensunterhalt zu sorgen, indem sie ihnen Knüpfbatiken beibrachte. 1978 zog Georgina Beier nach Sydney. 1981 kehrte das Ehepaar Beier nach Deutschland zurück. Im gleichen Jahr wurde in Bayreuth das Iwalewahaus eingeweiht, das zur Unterstützung der Studien am Afrika-Schwerpunkt der Universität Bayreuth diente und außereuropäische Kunst und Kultur einem breiteren Publikum vorstellen sollte.

## Werke (Auswahl)
Georgina Beier zeigte mehr als 30 Einzelausstellungen sowie viele Beteiligungen an Gruppenausstellungen in Deutschland, England, Amerika, Nigeria, Papua-Neuguinea, Indien, Australien und auf den Philippinen. Ihre Arbeiten während der Zeit in Nigeria sind comicartige Kompositionen mit wenigen Figuren. Sie brachte den Stil abstrakter Holzschnitte der 1920er Jahre mit den typischen Symbolen der afrikanischen Kunst in Einklang. Ebenso ist sie für ihre großen abstrakten Wandmalereien bekannt.
Ihre Werke finden sich in den Sammlungen:
- Museum of Modern Art, Glasgow, GB
- Kunstsammlung der Schmidtbank, Deutschland
- Collection Heinz Greiffenberger, Thurnau/Deutschland
- Iwalewahaus Universität Bayreuth